# Міррі тема
Те́ма Міррі — тема в шаховій композиції ортодоксального жанру. Суть теми — в хибному ході або в ходах виникає кілька загроз мату чорному королю, а в дійсній грі виникає лише одна загроза.

## Історія
Перша задача на цю ідею опублікована в 1951 році італійським шаховим композитором Джорджо Міррі (30.08.1917 — 10.05.2007).
Особливість ідеї полягає в тому, що хід білих, після якого виникає кілька загроз, не веде до успіху, оскільки всі загрози спростовуються ходом чорних і мат чорному королю не оголошується. А от після вступного ходу, який є рішенням задачі виникає лише одна загроза.
Ця ідея дістала назву — тема Міррі.
|   | a | b | c | d | e | f | g | h |   |
| 8 | c6 білий король · d6 чорний пішак · e6 білий кінь · c5 білий пішак · f5 чорний пішак · e4 чорний король · h4 чорна тура · b3 білий ферзь · e3 білий кінь · f3 чорний пішак · h3 чорна тура · h2 чорний ферзь · a1 білий слон · b1 чорний слон · f1 білий слон · g1 чорний кінь | c6 білий король · d6 чорний пішак · e6 білий кінь · c5 білий пішак · f5 чорний пішак · e4 чорний король · h4 чорна тура · b3 білий ферзь · e3 білий кінь · f3 чорний пішак · h3 чорна тура · h2 чорний ферзь · a1 білий слон · b1 чорний слон · f1 білий слон · g1 чорний кінь | c6 білий король · d6 чорний пішак · e6 білий кінь · c5 білий пішак · f5 чорний пішак · e4 чорний король · h4 чорна тура · b3 білий ферзь · e3 білий кінь · f3 чорний пішак · h3 чорна тура · h2 чорний ферзь · a1 білий слон · b1 чорний слон · f1 білий слон · g1 чорний кінь | c6 білий король · d6 чорний пішак · e6 білий кінь · c5 білий пішак · f5 чорний пішак · e4 чорний король · h4 чорна тура · b3 білий ферзь · e3 білий кінь · f3 чорний пішак · h3 чорна тура · h2 чорний ферзь · a1 білий слон · b1 чорний слон · f1 білий слон · g1 чорний кінь | c6 білий король · d6 чорний пішак · e6 білий кінь · c5 білий пішак · f5 чорний пішак · e4 чорний король · h4 чорна тура · b3 білий ферзь · e3 білий кінь · f3 чорний пішак · h3 чорна тура · h2 чорний ферзь · a1 білий слон · b1 чорний слон · f1 білий слон · g1 чорний кінь | c6 білий король · d6 чорний пішак · e6 білий кінь · c5 білий пішак · f5 чорний пішак · e4 чорний король · h4 чорна тура · b3 білий ферзь · e3 білий кінь · f3 чорний пішак · h3 чорна тура · h2 чорний ферзь · a1 білий слон · b1 чорний слон · f1 білий слон · g1 чорний кінь | c6 білий король · d6 чорний пішак · e6 білий кінь · c5 білий пішак · f5 чорний пішак · e4 чорний король · h4 чорна тура · b3 білий ферзь · e3 білий кінь · f3 чорний пішак · h3 чорна тура · h2 чорний ферзь · a1 білий слон · b1 чорний слон · f1 білий слон · g1 чорний кінь | c6 білий король · d6 чорний пішак · e6 білий кінь · c5 білий пішак · f5 чорний пішак · e4 чорний король · h4 чорна тура · b3 білий ферзь · e3 білий кінь · f3 чорний пішак · h3 чорна тура · h2 чорний ферзь · a1 білий слон · b1 чорний слон · f1 білий слон · g1 чорний кінь | 8 |
| 7 | c6 білий король · d6 чорний пішак · e6 білий кінь · c5 білий пішак · f5 чорний пішак · e4 чорний король · h4 чорна тура · b3 білий ферзь · e3 білий кінь · f3 чорний пішак · h3 чорна тура · h2 чорний ферзь · a1 білий слон · b1 чорний слон · f1 білий слон · g1 чорний кінь | c6 білий король · d6 чорний пішак · e6 білий кінь · c5 білий пішак · f5 чорний пішак · e4 чорний король · h4 чорна тура · b3 білий ферзь · e3 білий кінь · f3 чорний пішак · h3 чорна тура · h2 чорний ферзь · a1 білий слон · b1 чорний слон · f1 білий слон · g1 чорний кінь | c6 білий король · d6 чорний пішак · e6 білий кінь · c5 білий пішак · f5 чорний пішак · e4 чорний король · h4 чорна тура · b3 білий ферзь · e3 білий кінь · f3 чорний пішак · h3 чорна тура · h2 чорний ферзь · a1 білий слон · b1 чорний слон · f1 білий слон · g1 чорний кінь | c6 білий король · d6 чорний пішак · e6 білий кінь · c5 білий пішак · f5 чорний пішак · e4 чорний король · h4 чорна тура · b3 білий ферзь · e3 білий кінь · f3 чорний пішак · h3 чорна тура · h2 чорний ферзь · a1 білий слон · b1 чорний слон · f1 білий слон · g1 чорний кінь | c6 білий король · d6 чорний пішак · e6 білий кінь · c5 білий пішак · f5 чорний пішак · e4 чорний король · h4 чорна тура · b3 білий ферзь · e3 білий кінь · f3 чорний пішак · h3 чорна тура · h2 чорний ферзь · a1 білий слон · b1 чорний слон · f1 білий слон · g1 чорний кінь | c6 білий король · d6 чорний пішак · e6 білий кінь · c5 білий пішак · f5 чорний пішак · e4 чорний король · h4 чорна тура · b3 білий ферзь · e3 білий кінь · f3 чорний пішак · h3 чорна тура · h2 чорний ферзь · a1 білий слон · b1 чорний слон · f1 білий слон · g1 чорний кінь | c6 білий король · d6 чорний пішак · e6 білий кінь · c5 білий пішак · f5 чорний пішак · e4 чорний король · h4 чорна тура · b3 білий ферзь · e3 білий кінь · f3 чорний пішак · h3 чорна тура · h2 чорний ферзь · a1 білий слон · b1 чорний слон · f1 білий слон · g1 чорний кінь | c6 білий король · d6 чорний пішак · e6 білий кінь · c5 білий пішак · f5 чорний пішак · e4 чорний король · h4 чорна тура · b3 білий ферзь · e3 білий кінь · f3 чорний пішак · h3 чорна тура · h2 чорний ферзь · a1 білий слон · b1 чорний слон · f1 білий слон · g1 чорний кінь | 7 |
| 6 | c6 білий король · d6 чорний пішак · e6 білий кінь · c5 білий пішак · f5 чорний пішак · e4 чорний король · h4 чорна тура · b3 білий ферзь · e3 білий кінь · f3 чорний пішак · h3 чорна тура · h2 чорний ферзь · a1 білий слон · b1 чорний слон · f1 білий слон · g1 чорний кінь | c6 білий король · d6 чорний пішак · e6 білий кінь · c5 білий пішак · f5 чорний пішак · e4 чорний король · h4 чорна тура · b3 білий ферзь · e3 білий кінь · f3 чорний пішак · h3 чорна тура · h2 чорний ферзь · a1 білий слон · b1 чорний слон · f1 білий слон · g1 чорний кінь | c6 білий король · d6 чорний пішак · e6 білий кінь · c5 білий пішак · f5 чорний пішак · e4 чорний король · h4 чорна тура · b3 білий ферзь · e3 білий кінь · f3 чорний пішак · h3 чорна тура · h2 чорний ферзь · a1 білий слон · b1 чорний слон · f1 білий слон · g1 чорний кінь | c6 білий король · d6 чорний пішак · e6 білий кінь · c5 білий пішак · f5 чорний пішак · e4 чорний король · h4 чорна тура · b3 білий ферзь · e3 білий кінь · f3 чорний пішак · h3 чорна тура · h2 чорний ферзь · a1 білий слон · b1 чорний слон · f1 білий слон · g1 чорний кінь | c6 білий король · d6 чорний пішак · e6 білий кінь · c5 білий пішак · f5 чорний пішак · e4 чорний король · h4 чорна тура · b3 білий ферзь · e3 білий кінь · f3 чорний пішак · h3 чорна тура · h2 чорний ферзь · a1 білий слон · b1 чорний слон · f1 білий слон · g1 чорний кінь | c6 білий король · d6 чорний пішак · e6 білий кінь · c5 білий пішак · f5 чорний пішак · e4 чорний король · h4 чорна тура · b3 білий ферзь · e3 білий кінь · f3 чорний пішак · h3 чорна тура · h2 чорний ферзь · a1 білий слон · b1 чорний слон · f1 білий слон · g1 чорний кінь | c6 білий король · d6 чорний пішак · e6 білий кінь · c5 білий пішак · f5 чорний пішак · e4 чорний король · h4 чорна тура · b3 білий ферзь · e3 білий кінь · f3 чорний пішак · h3 чорна тура · h2 чорний ферзь · a1 білий слон · b1 чорний слон · f1 білий слон · g1 чорний кінь | c6 білий король · d6 чорний пішак · e6 білий кінь · c5 білий пішак · f5 чорний пішак · e4 чорний король · h4 чорна тура · b3 білий ферзь · e3 білий кінь · f3 чорний пішак · h3 чорна тура · h2 чорний ферзь · a1 білий слон · b1 чорний слон · f1 білий слон · g1 чорний кінь | 6 |
| 5 | c6 білий король · d6 чорний пішак · e6 білий кінь · c5 білий пішак · f5 чорний пішак · e4 чорний король · h4 чорна тура · b3 білий ферзь · e3 білий кінь · f3 чорний пішак · h3 чорна тура · h2 чорний ферзь · a1 білий слон · b1 чорний слон · f1 білий слон · g1 чорний кінь | c6 білий король · d6 чорний пішак · e6 білий кінь · c5 білий пішак · f5 чорний пішак · e4 чорний король · h4 чорна тура · b3 білий ферзь · e3 білий кінь · f3 чорний пішак · h3 чорна тура · h2 чорний ферзь · a1 білий слон · b1 чорний слон · f1 білий слон · g1 чорний кінь | c6 білий король · d6 чорний пішак · e6 білий кінь · c5 білий пішак · f5 чорний пішак · e4 чорний король · h4 чорна тура · b3 білий ферзь · e3 білий кінь · f3 чорний пішак · h3 чорна тура · h2 чорний ферзь · a1 білий слон · b1 чорний слон · f1 білий слон · g1 чорний кінь | c6 білий король · d6 чорний пішак · e6 білий кінь · c5 білий пішак · f5 чорний пішак · e4 чорний король · h4 чорна тура · b3 білий ферзь · e3 білий кінь · f3 чорний пішак · h3 чорна тура · h2 чорний ферзь · a1 білий слон · b1 чорний слон · f1 білий слон · g1 чорний кінь | c6 білий король · d6 чорний пішак · e6 білий кінь · c5 білий пішак · f5 чорний пішак · e4 чорний король · h4 чорна тура · b3 білий ферзь · e3 білий кінь · f3 чорний пішак · h3 чорна тура · h2 чорний ферзь · a1 білий слон · b1 чорний слон · f1 білий слон · g1 чорний кінь | c6 білий король · d6 чорний пішак · e6 білий кінь · c5 білий пішак · f5 чорний пішак · e4 чорний король · h4 чорна тура · b3 білий ферзь · e3 білий кінь · f3 чорний пішак · h3 чорна тура · h2 чорний ферзь · a1 білий слон · b1 чорний слон · f1 білий слон · g1 чорний кінь | c6 білий король · d6 чорний пішак · e6 білий кінь · c5 білий пішак · f5 чорний пішак · e4 чорний король · h4 чорна тура · b3 білий ферзь · e3 білий кінь · f3 чорний пішак · h3 чорна тура · h2 чорний ферзь · a1 білий слон · b1 чорний слон · f1 білий слон · g1 чорний кінь | c6 білий король · d6 чорний пішак · e6 білий кінь · c5 білий пішак · f5 чорний пішак · e4 чорний король · h4 чорна тура · b3 білий ферзь · e3 білий кінь · f3 чорний пішак · h3 чорна тура · h2 чорний ферзь · a1 білий слон · b1 чорний слон · f1 білий слон · g1 чорний кінь | 5 |
| 4 | c6 білий король · d6 чорний пішак · e6 білий кінь · c5 білий пішак · f5 чорний пішак · e4 чорний король · h4 чорна тура · b3 білий ферзь · e3 білий кінь · f3 чорний пішак · h3 чорна тура · h2 чорний ферзь · a1 білий слон · b1 чорний слон · f1 білий слон · g1 чорний кінь | c6 білий король · d6 чорний пішак · e6 білий кінь · c5 білий пішак · f5 чорний пішак · e4 чорний король · h4 чорна тура · b3 білий ферзь · e3 білий кінь · f3 чорний пішак · h3 чорна тура · h2 чорний ферзь · a1 білий слон · b1 чорний слон · f1 білий слон · g1 чорний кінь | c6 білий король · d6 чорний пішак · e6 білий кінь · c5 білий пішак · f5 чорний пішак · e4 чорний король · h4 чорна тура · b3 білий ферзь · e3 білий кінь · f3 чорний пішак · h3 чорна тура · h2 чорний ферзь · a1 білий слон · b1 чорний слон · f1 білий слон · g1 чорний кінь | c6 білий король · d6 чорний пішак · e6 білий кінь · c5 білий пішак · f5 чорний пішак · e4 чорний король · h4 чорна тура · b3 білий ферзь · e3 білий кінь · f3 чорний пішак · h3 чорна тура · h2 чорний ферзь · a1 білий слон · b1 чорний слон · f1 білий слон · g1 чорний кінь | c6 білий король · d6 чорний пішак · e6 білий кінь · c5 білий пішак · f5 чорний пішак · e4 чорний король · h4 чорна тура · b3 білий ферзь · e3 білий кінь · f3 чорний пішак · h3 чорна тура · h2 чорний ферзь · a1 білий слон · b1 чорний слон · f1 білий слон · g1 чорний кінь | c6 білий король · d6 чорний пішак · e6 білий кінь · c5 білий пішак · f5 чорний пішак · e4 чорний король · h4 чорна тура · b3 білий ферзь · e3 білий кінь · f3 чорний пішак · h3 чорна тура · h2 чорний ферзь · a1 білий слон · b1 чорний слон · f1 білий слон · g1 чорний кінь | c6 білий король · d6 чорний пішак · e6 білий кінь · c5 білий пішак · f5 чорний пішак · e4 чорний король · h4 чорна тура · b3 білий ферзь · e3 білий кінь · f3 чорний пішак · h3 чорна тура · h2 чорний ферзь · a1 білий слон · b1 чорний слон · f1 білий слон · g1 чорний кінь | c6 білий король · d6 чорний пішак · e6 білий кінь · c5 білий пішак · f5 чорний пішак · e4 чорний король · h4 чорна тура · b3 білий ферзь · e3 білий кінь · f3 чорний пішак · h3 чорна тура · h2 чорний ферзь · a1 білий слон · b1 чорний слон · f1 білий слон · g1 чорний кінь | 4 |
| 3 | c6 білий король · d6 чорний пішак · e6 білий кінь · c5 білий пішак · f5 чорний пішак · e4 чорний король · h4 чорна тура · b3 білий ферзь · e3 білий кінь · f3 чорний пішак · h3 чорна тура · h2 чорний ферзь · a1 білий слон · b1 чорний слон · f1 білий слон · g1 чорний кінь | c6 білий король · d6 чорний пішак · e6 білий кінь · c5 білий пішак · f5 чорний пішак · e4 чорний король · h4 чорна тура · b3 білий ферзь · e3 білий кінь · f3 чорний пішак · h3 чорна тура · h2 чорний ферзь · a1 білий слон · b1 чорний слон · f1 білий слон · g1 чорний кінь | c6 білий король · d6 чорний пішак · e6 білий кінь · c5 білий пішак · f5 чорний пішак · e4 чорний король · h4 чорна тура · b3 білий ферзь · e3 білий кінь · f3 чорний пішак · h3 чорна тура · h2 чорний ферзь · a1 білий слон · b1 чорний слон · f1 білий слон · g1 чорний кінь | c6 білий король · d6 чорний пішак · e6 білий кінь · c5 білий пішак · f5 чорний пішак · e4 чорний король · h4 чорна тура · b3 білий ферзь · e3 білий кінь · f3 чорний пішак · h3 чорна тура · h2 чорний ферзь · a1 білий слон · b1 чорний слон · f1 білий слон · g1 чорний кінь | c6 білий король · d6 чорний пішак · e6 білий кінь · c5 білий пішак · f5 чорний пішак · e4 чорний король · h4 чорна тура · b3 білий ферзь · e3 білий кінь · f3 чорний пішак · h3 чорна тура · h2 чорний ферзь · a1 білий слон · b1 чорний слон · f1 білий слон · g1 чорний кінь | c6 білий король · d6 чорний пішак · e6 білий кінь · c5 білий пішак · f5 чорний пішак · e4 чорний король · h4 чорна тура · b3 білий ферзь · e3 білий кінь · f3 чорний пішак · h3 чорна тура · h2 чорний ферзь · a1 білий слон · b1 чорний слон · f1 білий слон · g1 чорний кінь | c6 білий король · d6 чорний пішак · e6 білий кінь · c5 білий пішак · f5 чорний пішак · e4 чорний король · h4 чорна тура · b3 білий ферзь · e3 білий кінь · f3 чорний пішак · h3 чорна тура · h2 чорний ферзь · a1 білий слон · b1 чорний слон · f1 білий слон · g1 чорний кінь | c6 білий король · d6 чорний пішак · e6 білий кінь · c5 білий пішак · f5 чорний пішак · e4 чорний король · h4 чорна тура · b3 білий ферзь · e3 білий кінь · f3 чорний пішак · h3 чорна тура · h2 чорний ферзь · a1 білий слон · b1 чорний слон · f1 білий слон · g1 чорний кінь | 3 |
| 2 | c6 білий король · d6 чорний пішак · e6 білий кінь · c5 білий пішак · f5 чорний пішак · e4 чорний король · h4 чорна тура · b3 білий ферзь · e3 білий кінь · f3 чорний пішак · h3 чорна тура · h2 чорний ферзь · a1 білий слон · b1 чорний слон · f1 білий слон · g1 чорний кінь | c6 білий король · d6 чорний пішак · e6 білий кінь · c5 білий пішак · f5 чорний пішак · e4 чорний король · h4 чорна тура · b3 білий ферзь · e3 білий кінь · f3 чорний пішак · h3 чорна тура · h2 чорний ферзь · a1 білий слон · b1 чорний слон · f1 білий слон · g1 чорний кінь | c6 білий король · d6 чорний пішак · e6 білий кінь · c5 білий пішак · f5 чорний пішак · e4 чорний король · h4 чорна тура · b3 білий ферзь · e3 білий кінь · f3 чорний пішак · h3 чорна тура · h2 чорний ферзь · a1 білий слон · b1 чорний слон · f1 білий слон · g1 чорний кінь | c6 білий король · d6 чорний пішак · e6 білий кінь · c5 білий пішак · f5 чорний пішак · e4 чорний король · h4 чорна тура · b3 білий ферзь · e3 білий кінь · f3 чорний пішак · h3 чорна тура · h2 чорний ферзь · a1 білий слон · b1 чорний слон · f1 білий слон · g1 чорний кінь | c6 білий король · d6 чорний пішак · e6 білий кінь · c5 білий пішак · f5 чорний пішак · e4 чорний король · h4 чорна тура · b3 білий ферзь · e3 білий кінь · f3 чорний пішак · h3 чорна тура · h2 чорний ферзь · a1 білий слон · b1 чорний слон · f1 білий слон · g1 чорний кінь | c6 білий король · d6 чорний пішак · e6 білий кінь · c5 білий пішак · f5 чорний пішак · e4 чорний король · h4 чорна тура · b3 білий ферзь · e3 білий кінь · f3 чорний пішак · h3 чорна тура · h2 чорний ферзь · a1 білий слон · b1 чорний слон · f1 білий слон · g1 чорний кінь | c6 білий король · d6 чорний пішак · e6 білий кінь · c5 білий пішак · f5 чорний пішак · e4 чорний король · h4 чорна тура · b3 білий ферзь · e3 білий кінь · f3 чорний пішак · h3 чорна тура · h2 чорний ферзь · a1 білий слон · b1 чорний слон · f1 білий слон · g1 чорний кінь | c6 білий король · d6 чорний пішак · e6 білий кінь · c5 білий пішак · f5 чорний пішак · e4 чорний король · h4 чорна тура · b3 білий ферзь · e3 білий кінь · f3 чорний пішак · h3 чорна тура · h2 чорний ферзь · a1 білий слон · b1 чорний слон · f1 білий слон · g1 чорний кінь | 2 |
| 1 | c6 білий король · d6 чорний пішак · e6 білий кінь · c5 білий пішак · f5 чорний пішак · e4 чорний король · h4 чорна тура · b3 білий ферзь · e3 білий кінь · f3 чорний пішак · h3 чорна тура · h2 чорний ферзь · a1 білий слон · b1 чорний слон · f1 білий слон · g1 чорний кінь | c6 білий король · d6 чорний пішак · e6 білий кінь · c5 білий пішак · f5 чорний пішак · e4 чорний король · h4 чорна тура · b3 білий ферзь · e3 білий кінь · f3 чорний пішак · h3 чорна тура · h2 чорний ферзь · a1 білий слон · b1 чорний слон · f1 білий слон · g1 чорний кінь | c6 білий король · d6 чорний пішак · e6 білий кінь · c5 білий пішак · f5 чорний пішак · e4 чорний король · h4 чорна тура · b3 білий ферзь · e3 білий кінь · f3 чорний пішак · h3 чорна тура · h2 чорний ферзь · a1 білий слон · b1 чорний слон · f1 білий слон · g1 чорний кінь | c6 білий король · d6 чорний пішак · e6 білий кінь · c5 білий пішак · f5 чорний пішак · e4 чорний король · h4 чорна тура · b3 білий ферзь · e3 білий кінь · f3 чорний пішак · h3 чорна тура · h2 чорний ферзь · a1 білий слон · b1 чорний слон · f1 білий слон · g1 чорний кінь | c6 білий король · d6 чорний пішак · e6 білий кінь · c5 білий пішак · f5 чорний пішак · e4 чорний король · h4 чорна тура · b3 білий ферзь · e3 білий кінь · f3 чорний пішак · h3 чорна тура · h2 чорний ферзь · a1 білий слон · b1 чорний слон · f1 білий слон · g1 чорний кінь | c6 білий король · d6 чорний пішак · e6 білий кінь · c5 білий пішак · f5 чорний пішак · e4 чорний король · h4 чорна тура · b3 білий ферзь · e3 білий кінь · f3 чорний пішак · h3 чорна тура · h2 чорний ферзь · a1 білий слон · b1 чорний слон · f1 білий слон · g1 чорний кінь | c6 білий король · d6 чорний пішак · e6 білий кінь · c5 білий пішак · f5 чорний пішак · e4 чорний король · h4 чорна тура · b3 білий ферзь · e3 білий кінь · f3 чорний пішак · h3 чорна тура · h2 чорний ферзь · a1 білий слон · b1 чорний слон · f1 білий слон · g1 чорний кінь | c6 білий король · d6 чорний пішак · e6 білий кінь · c5 білий пішак · f5 чорний пішак · e4 чорний король · h4 чорна тура · b3 білий ферзь · e3 білий кінь · f3 чорний пішак · h3 чорна тура · h2 чорний ферзь · a1 білий слон · b1 чорний слон · f1 білий слон · g1 чорний кінь | 1 |
|   | a | b | c | d | e | f | g | h |   |

FEN: 8/8/2KpN3/2P2p2/4k2r/1Q2Np1r/7q/Bb3Bn1
1. Sd1? ~ 2. Qa4, Qb4, Qc4, Qe3, Qd5#
1. ... Qd2!
1. Sc4! ~ 2. Qe3#
1. ... Qf2  2. Sd6#
1. ... Qd2 2. Sd2#
В хибному ході виникло п'ять загроз мату, але чорні цей хід спростовують, веде до успіху вступний хід з однією загрозою. 
|   | a | b | c | d | e | f | g | h |   |
| 8 | a8 чорний слон · b8 чорна тура · e8 біла тура · a7 чорний ферзь · c7 чорний пішак · g7 білий ферзь · h7 білий король · h6 білий пішак · h5 білий пішак · d4 білий слон · e4 чорний пішак · f4 чорний король · g4 білий кінь · h4 білий пішак · f3 чорний пішак · g3 білий кінь · h3 чорний кінь · f2 білий пішак · a1 чорний слон · h1 чорна тура | a8 чорний слон · b8 чорна тура · e8 біла тура · a7 чорний ферзь · c7 чорний пішак · g7 білий ферзь · h7 білий король · h6 білий пішак · h5 білий пішак · d4 білий слон · e4 чорний пішак · f4 чорний король · g4 білий кінь · h4 білий пішак · f3 чорний пішак · g3 білий кінь · h3 чорний кінь · f2 білий пішак · a1 чорний слон · h1 чорна тура | a8 чорний слон · b8 чорна тура · e8 біла тура · a7 чорний ферзь · c7 чорний пішак · g7 білий ферзь · h7 білий король · h6 білий пішак · h5 білий пішак · d4 білий слон · e4 чорний пішак · f4 чорний король · g4 білий кінь · h4 білий пішак · f3 чорний пішак · g3 білий кінь · h3 чорний кінь · f2 білий пішак · a1 чорний слон · h1 чорна тура | a8 чорний слон · b8 чорна тура · e8 біла тура · a7 чорний ферзь · c7 чорний пішак · g7 білий ферзь · h7 білий король · h6 білий пішак · h5 білий пішак · d4 білий слон · e4 чорний пішак · f4 чорний король · g4 білий кінь · h4 білий пішак · f3 чорний пішак · g3 білий кінь · h3 чорний кінь · f2 білий пішак · a1 чорний слон · h1 чорна тура | a8 чорний слон · b8 чорна тура · e8 біла тура · a7 чорний ферзь · c7 чорний пішак · g7 білий ферзь · h7 білий король · h6 білий пішак · h5 білий пішак · d4 білий слон · e4 чорний пішак · f4 чорний король · g4 білий кінь · h4 білий пішак · f3 чорний пішак · g3 білий кінь · h3 чорний кінь · f2 білий пішак · a1 чорний слон · h1 чорна тура | a8 чорний слон · b8 чорна тура · e8 біла тура · a7 чорний ферзь · c7 чорний пішак · g7 білий ферзь · h7 білий король · h6 білий пішак · h5 білий пішак · d4 білий слон · e4 чорний пішак · f4 чорний король · g4 білий кінь · h4 білий пішак · f3 чорний пішак · g3 білий кінь · h3 чорний кінь · f2 білий пішак · a1 чорний слон · h1 чорна тура | a8 чорний слон · b8 чорна тура · e8 біла тура · a7 чорний ферзь · c7 чорний пішак · g7 білий ферзь · h7 білий король · h6 білий пішак · h5 білий пішак · d4 білий слон · e4 чорний пішак · f4 чорний король · g4 білий кінь · h4 білий пішак · f3 чорний пішак · g3 білий кінь · h3 чорний кінь · f2 білий пішак · a1 чорний слон · h1 чорна тура | a8 чорний слон · b8 чорна тура · e8 біла тура · a7 чорний ферзь · c7 чорний пішак · g7 білий ферзь · h7 білий король · h6 білий пішак · h5 білий пішак · d4 білий слон · e4 чорний пішак · f4 чорний король · g4 білий кінь · h4 білий пішак · f3 чорний пішак · g3 білий кінь · h3 чорний кінь · f2 білий пішак · a1 чорний слон · h1 чорна тура | 8 |
| 7 | a8 чорний слон · b8 чорна тура · e8 біла тура · a7 чорний ферзь · c7 чорний пішак · g7 білий ферзь · h7 білий король · h6 білий пішак · h5 білий пішак · d4 білий слон · e4 чорний пішак · f4 чорний король · g4 білий кінь · h4 білий пішак · f3 чорний пішак · g3 білий кінь · h3 чорний кінь · f2 білий пішак · a1 чорний слон · h1 чорна тура | a8 чорний слон · b8 чорна тура · e8 біла тура · a7 чорний ферзь · c7 чорний пішак · g7 білий ферзь · h7 білий король · h6 білий пішак · h5 білий пішак · d4 білий слон · e4 чорний пішак · f4 чорний король · g4 білий кінь · h4 білий пішак · f3 чорний пішак · g3 білий кінь · h3 чорний кінь · f2 білий пішак · a1 чорний слон · h1 чорна тура | a8 чорний слон · b8 чорна тура · e8 біла тура · a7 чорний ферзь · c7 чорний пішак · g7 білий ферзь · h7 білий король · h6 білий пішак · h5 білий пішак · d4 білий слон · e4 чорний пішак · f4 чорний король · g4 білий кінь · h4 білий пішак · f3 чорний пішак · g3 білий кінь · h3 чорний кінь · f2 білий пішак · a1 чорний слон · h1 чорна тура | a8 чорний слон · b8 чорна тура · e8 біла тура · a7 чорний ферзь · c7 чорний пішак · g7 білий ферзь · h7 білий король · h6 білий пішак · h5 білий пішак · d4 білий слон · e4 чорний пішак · f4 чорний король · g4 білий кінь · h4 білий пішак · f3 чорний пішак · g3 білий кінь · h3 чорний кінь · f2 білий пішак · a1 чорний слон · h1 чорна тура | a8 чорний слон · b8 чорна тура · e8 біла тура · a7 чорний ферзь · c7 чорний пішак · g7 білий ферзь · h7 білий король · h6 білий пішак · h5 білий пішак · d4 білий слон · e4 чорний пішак · f4 чорний король · g4 білий кінь · h4 білий пішак · f3 чорний пішак · g3 білий кінь · h3 чорний кінь · f2 білий пішак · a1 чорний слон · h1 чорна тура | a8 чорний слон · b8 чорна тура · e8 біла тура · a7 чорний ферзь · c7 чорний пішак · g7 білий ферзь · h7 білий король · h6 білий пішак · h5 білий пішак · d4 білий слон · e4 чорний пішак · f4 чорний король · g4 білий кінь · h4 білий пішак · f3 чорний пішак · g3 білий кінь · h3 чорний кінь · f2 білий пішак · a1 чорний слон · h1 чорна тура | a8 чорний слон · b8 чорна тура · e8 біла тура · a7 чорний ферзь · c7 чорний пішак · g7 білий ферзь · h7 білий король · h6 білий пішак · h5 білий пішак · d4 білий слон · e4 чорний пішак · f4 чорний король · g4 білий кінь · h4 білий пішак · f3 чорний пішак · g3 білий кінь · h3 чорний кінь · f2 білий пішак · a1 чорний слон · h1 чорна тура | a8 чорний слон · b8 чорна тура · e8 біла тура · a7 чорний ферзь · c7 чорний пішак · g7 білий ферзь · h7 білий король · h6 білий пішак · h5 білий пішак · d4 білий слон · e4 чорний пішак · f4 чорний король · g4 білий кінь · h4 білий пішак · f3 чорний пішак · g3 білий кінь · h3 чорний кінь · f2 білий пішак · a1 чорний слон · h1 чорна тура | 7 |
| 6 | a8 чорний слон · b8 чорна тура · e8 біла тура · a7 чорний ферзь · c7 чорний пішак · g7 білий ферзь · h7 білий король · h6 білий пішак · h5 білий пішак · d4 білий слон · e4 чорний пішак · f4 чорний король · g4 білий кінь · h4 білий пішак · f3 чорний пішак · g3 білий кінь · h3 чорний кінь · f2 білий пішак · a1 чорний слон · h1 чорна тура | a8 чорний слон · b8 чорна тура · e8 біла тура · a7 чорний ферзь · c7 чорний пішак · g7 білий ферзь · h7 білий король · h6 білий пішак · h5 білий пішак · d4 білий слон · e4 чорний пішак · f4 чорний король · g4 білий кінь · h4 білий пішак · f3 чорний пішак · g3 білий кінь · h3 чорний кінь · f2 білий пішак · a1 чорний слон · h1 чорна тура | a8 чорний слон · b8 чорна тура · e8 біла тура · a7 чорний ферзь · c7 чорний пішак · g7 білий ферзь · h7 білий король · h6 білий пішак · h5 білий пішак · d4 білий слон · e4 чорний пішак · f4 чорний король · g4 білий кінь · h4 білий пішак · f3 чорний пішак · g3 білий кінь · h3 чорний кінь · f2 білий пішак · a1 чорний слон · h1 чорна тура | a8 чорний слон · b8 чорна тура · e8 біла тура · a7 чорний ферзь · c7 чорний пішак · g7 білий ферзь · h7 білий король · h6 білий пішак · h5 білий пішак · d4 білий слон · e4 чорний пішак · f4 чорний король · g4 білий кінь · h4 білий пішак · f3 чорний пішак · g3 білий кінь · h3 чорний кінь · f2 білий пішак · a1 чорний слон · h1 чорна тура | a8 чорний слон · b8 чорна тура · e8 біла тура · a7 чорний ферзь · c7 чорний пішак · g7 білий ферзь · h7 білий король · h6 білий пішак · h5 білий пішак · d4 білий слон · e4 чорний пішак · f4 чорний король · g4 білий кінь · h4 білий пішак · f3 чорний пішак · g3 білий кінь · h3 чорний кінь · f2 білий пішак · a1 чорний слон · h1 чорна тура | a8 чорний слон · b8 чорна тура · e8 біла тура · a7 чорний ферзь · c7 чорний пішак · g7 білий ферзь · h7 білий король · h6 білий пішак · h5 білий пішак · d4 білий слон · e4 чорний пішак · f4 чорний король · g4 білий кінь · h4 білий пішак · f3 чорний пішак · g3 білий кінь · h3 чорний кінь · f2 білий пішак · a1 чорний слон · h1 чорна тура | a8 чорний слон · b8 чорна тура · e8 біла тура · a7 чорний ферзь · c7 чорний пішак · g7 білий ферзь · h7 білий король · h6 білий пішак · h5 білий пішак · d4 білий слон · e4 чорний пішак · f4 чорний король · g4 білий кінь · h4 білий пішак · f3 чорний пішак · g3 білий кінь · h3 чорний кінь · f2 білий пішак · a1 чорний слон · h1 чорна тура | a8 чорний слон · b8 чорна тура · e8 біла тура · a7 чорний ферзь · c7 чорний пішак · g7 білий ферзь · h7 білий король · h6 білий пішак · h5 білий пішак · d4 білий слон · e4 чорний пішак · f4 чорний король · g4 білий кінь · h4 білий пішак · f3 чорний пішак · g3 білий кінь · h3 чорний кінь · f2 білий пішак · a1 чорний слон · h1 чорна тура | 6 |
| 5 | a8 чорний слон · b8 чорна тура · e8 біла тура · a7 чорний ферзь · c7 чорний пішак · g7 білий ферзь · h7 білий король · h6 білий пішак · h5 білий пішак · d4 білий слон · e4 чорний пішак · f4 чорний король · g4 білий кінь · h4 білий пішак · f3 чорний пішак · g3 білий кінь · h3 чорний кінь · f2 білий пішак · a1 чорний слон · h1 чорна тура | a8 чорний слон · b8 чорна тура · e8 біла тура · a7 чорний ферзь · c7 чорний пішак · g7 білий ферзь · h7 білий король · h6 білий пішак · h5 білий пішак · d4 білий слон · e4 чорний пішак · f4 чорний король · g4 білий кінь · h4 білий пішак · f3 чорний пішак · g3 білий кінь · h3 чорний кінь · f2 білий пішак · a1 чорний слон · h1 чорна тура | a8 чорний слон · b8 чорна тура · e8 біла тура · a7 чорний ферзь · c7 чорний пішак · g7 білий ферзь · h7 білий король · h6 білий пішак · h5 білий пішак · d4 білий слон · e4 чорний пішак · f4 чорний король · g4 білий кінь · h4 білий пішак · f3 чорний пішак · g3 білий кінь · h3 чорний кінь · f2 білий пішак · a1 чорний слон · h1 чорна тура | a8 чорний слон · b8 чорна тура · e8 біла тура · a7 чорний ферзь · c7 чорний пішак · g7 білий ферзь · h7 білий король · h6 білий пішак · h5 білий пішак · d4 білий слон · e4 чорний пішак · f4 чорний король · g4 білий кінь · h4 білий пішак · f3 чорний пішак · g3 білий кінь · h3 чорний кінь · f2 білий пішак · a1 чорний слон · h1 чорна тура | a8 чорний слон · b8 чорна тура · e8 біла тура · a7 чорний ферзь · c7 чорний пішак · g7 білий ферзь · h7 білий король · h6 білий пішак · h5 білий пішак · d4 білий слон · e4 чорний пішак · f4 чорний король · g4 білий кінь · h4 білий пішак · f3 чорний пішак · g3 білий кінь · h3 чорний кінь · f2 білий пішак · a1 чорний слон · h1 чорна тура | a8 чорний слон · b8 чорна тура · e8 біла тура · a7 чорний ферзь · c7 чорний пішак · g7 білий ферзь · h7 білий король · h6 білий пішак · h5 білий пішак · d4 білий слон · e4 чорний пішак · f4 чорний король · g4 білий кінь · h4 білий пішак · f3 чорний пішак · g3 білий кінь · h3 чорний кінь · f2 білий пішак · a1 чорний слон · h1 чорна тура | a8 чорний слон · b8 чорна тура · e8 біла тура · a7 чорний ферзь · c7 чорний пішак · g7 білий ферзь · h7 білий король · h6 білий пішак · h5 білий пішак · d4 білий слон · e4 чорний пішак · f4 чорний король · g4 білий кінь · h4 білий пішак · f3 чорний пішак · g3 білий кінь · h3 чорний кінь · f2 білий пішак · a1 чорний слон · h1 чорна тура | a8 чорний слон · b8 чорна тура · e8 біла тура · a7 чорний ферзь · c7 чорний пішак · g7 білий ферзь · h7 білий король · h6 білий пішак · h5 білий пішак · d4 білий слон · e4 чорний пішак · f4 чорний король · g4 білий кінь · h4 білий пішак · f3 чорний пішак · g3 білий кінь · h3 чорний кінь · f2 білий пішак · a1 чорний слон · h1 чорна тура | 5 |
| 4 | a8 чорний слон · b8 чорна тура · e8 біла тура · a7 чорний ферзь · c7 чорний пішак · g7 білий ферзь · h7 білий король · h6 білий пішак · h5 білий пішак · d4 білий слон · e4 чорний пішак · f4 чорний король · g4 білий кінь · h4 білий пішак · f3 чорний пішак · g3 білий кінь · h3 чорний кінь · f2 білий пішак · a1 чорний слон · h1 чорна тура | a8 чорний слон · b8 чорна тура · e8 біла тура · a7 чорний ферзь · c7 чорний пішак · g7 білий ферзь · h7 білий король · h6 білий пішак · h5 білий пішак · d4 білий слон · e4 чорний пішак · f4 чорний король · g4 білий кінь · h4 білий пішак · f3 чорний пішак · g3 білий кінь · h3 чорний кінь · f2 білий пішак · a1 чорний слон · h1 чорна тура | a8 чорний слон · b8 чорна тура · e8 біла тура · a7 чорний ферзь · c7 чорний пішак · g7 білий ферзь · h7 білий король · h6 білий пішак · h5 білий пішак · d4 білий слон · e4 чорний пішак · f4 чорний король · g4 білий кінь · h4 білий пішак · f3 чорний пішак · g3 білий кінь · h3 чорний кінь · f2 білий пішак · a1 чорний слон · h1 чорна тура | a8 чорний слон · b8 чорна тура · e8 біла тура · a7 чорний ферзь · c7 чорний пішак · g7 білий ферзь · h7 білий король · h6 білий пішак · h5 білий пішак · d4 білий слон · e4 чорний пішак · f4 чорний король · g4 білий кінь · h4 білий пішак · f3 чорний пішак · g3 білий кінь · h3 чорний кінь · f2 білий пішак · a1 чорний слон · h1 чорна тура | a8 чорний слон · b8 чорна тура · e8 біла тура · a7 чорний ферзь · c7 чорний пішак · g7 білий ферзь · h7 білий король · h6 білий пішак · h5 білий пішак · d4 білий слон · e4 чорний пішак · f4 чорний король · g4 білий кінь · h4 білий пішак · f3 чорний пішак · g3 білий кінь · h3 чорний кінь · f2 білий пішак · a1 чорний слон · h1 чорна тура | a8 чорний слон · b8 чорна тура · e8 біла тура · a7 чорний ферзь · c7 чорний пішак · g7 білий ферзь · h7 білий король · h6 білий пішак · h5 білий пішак · d4 білий слон · e4 чорний пішак · f4 чорний король · g4 білий кінь · h4 білий пішак · f3 чорний пішак · g3 білий кінь · h3 чорний кінь · f2 білий пішак · a1 чорний слон · h1 чорна тура | a8 чорний слон · b8 чорна тура · e8 біла тура · a7 чорний ферзь · c7 чорний пішак · g7 білий ферзь · h7 білий король · h6 білий пішак · h5 білий пішак · d4 білий слон · e4 чорний пішак · f4 чорний король · g4 білий кінь · h4 білий пішак · f3 чорний пішак · g3 білий кінь · h3 чорний кінь · f2 білий пішак · a1 чорний слон · h1 чорна тура | a8 чорний слон · b8 чорна тура · e8 біла тура · a7 чорний ферзь · c7 чорний пішак · g7 білий ферзь · h7 білий король · h6 білий пішак · h5 білий пішак · d4 білий слон · e4 чорний пішак · f4 чорний король · g4 білий кінь · h4 білий пішак · f3 чорний пішак · g3 білий кінь · h3 чорний кінь · f2 білий пішак · a1 чорний слон · h1 чорна тура | 4 |
| 3 | a8 чорний слон · b8 чорна тура · e8 біла тура · a7 чорний ферзь · c7 чорний пішак · g7 білий ферзь · h7 білий король · h6 білий пішак · h5 білий пішак · d4 білий слон · e4 чорний пішак · f4 чорний король · g4 білий кінь · h4 білий пішак · f3 чорний пішак · g3 білий кінь · h3 чорний кінь · f2 білий пішак · a1 чорний слон · h1 чорна тура | a8 чорний слон · b8 чорна тура · e8 біла тура · a7 чорний ферзь · c7 чорний пішак · g7 білий ферзь · h7 білий король · h6 білий пішак · h5 білий пішак · d4 білий слон · e4 чорний пішак · f4 чорний король · g4 білий кінь · h4 білий пішак · f3 чорний пішак · g3 білий кінь · h3 чорний кінь · f2 білий пішак · a1 чорний слон · h1 чорна тура | a8 чорний слон · b8 чорна тура · e8 біла тура · a7 чорний ферзь · c7 чорний пішак · g7 білий ферзь · h7 білий король · h6 білий пішак · h5 білий пішак · d4 білий слон · e4 чорний пішак · f4 чорний король · g4 білий кінь · h4 білий пішак · f3 чорний пішак · g3 білий кінь · h3 чорний кінь · f2 білий пішак · a1 чорний слон · h1 чорна тура | a8 чорний слон · b8 чорна тура · e8 біла тура · a7 чорний ферзь · c7 чорний пішак · g7 білий ферзь · h7 білий король · h6 білий пішак · h5 білий пішак · d4 білий слон · e4 чорний пішак · f4 чорний король · g4 білий кінь · h4 білий пішак · f3 чорний пішак · g3 білий кінь · h3 чорний кінь · f2 білий пішак · a1 чорний слон · h1 чорна тура | a8 чорний слон · b8 чорна тура · e8 біла тура · a7 чорний ферзь · c7 чорний пішак · g7 білий ферзь · h7 білий король · h6 білий пішак · h5 білий пішак · d4 білий слон · e4 чорний пішак · f4 чорний король · g4 білий кінь · h4 білий пішак · f3 чорний пішак · g3 білий кінь · h3 чорний кінь · f2 білий пішак · a1 чорний слон · h1 чорна тура | a8 чорний слон · b8 чорна тура · e8 біла тура · a7 чорний ферзь · c7 чорний пішак · g7 білий ферзь · h7 білий король · h6 білий пішак · h5 білий пішак · d4 білий слон · e4 чорний пішак · f4 чорний король · g4 білий кінь · h4 білий пішак · f3 чорний пішак · g3 білий кінь · h3 чорний кінь · f2 білий пішак · a1 чорний слон · h1 чорна тура | a8 чорний слон · b8 чорна тура · e8 біла тура · a7 чорний ферзь · c7 чорний пішак · g7 білий ферзь · h7 білий король · h6 білий пішак · h5 білий пішак · d4 білий слон · e4 чорний пішак · f4 чорний король · g4 білий кінь · h4 білий пішак · f3 чорний пішак · g3 білий кінь · h3 чорний кінь · f2 білий пішак · a1 чорний слон · h1 чорна тура | a8 чорний слон · b8 чорна тура · e8 біла тура · a7 чорний ферзь · c7 чорний пішак · g7 білий ферзь · h7 білий король · h6 білий пішак · h5 білий пішак · d4 білий слон · e4 чорний пішак · f4 чорний король · g4 білий кінь · h4 білий пішак · f3 чорний пішак · g3 білий кінь · h3 чорний кінь · f2 білий пішак · a1 чорний слон · h1 чорна тура | 3 |
| 2 | a8 чорний слон · b8 чорна тура · e8 біла тура · a7 чорний ферзь · c7 чорний пішак · g7 білий ферзь · h7 білий король · h6 білий пішак · h5 білий пішак · d4 білий слон · e4 чорний пішак · f4 чорний король · g4 білий кінь · h4 білий пішак · f3 чорний пішак · g3 білий кінь · h3 чорний кінь · f2 білий пішак · a1 чорний слон · h1 чорна тура | a8 чорний слон · b8 чорна тура · e8 біла тура · a7 чорний ферзь · c7 чорний пішак · g7 білий ферзь · h7 білий король · h6 білий пішак · h5 білий пішак · d4 білий слон · e4 чорний пішак · f4 чорний король · g4 білий кінь · h4 білий пішак · f3 чорний пішак · g3 білий кінь · h3 чорний кінь · f2 білий пішак · a1 чорний слон · h1 чорна тура | a8 чорний слон · b8 чорна тура · e8 біла тура · a7 чорний ферзь · c7 чорний пішак · g7 білий ферзь · h7 білий король · h6 білий пішак · h5 білий пішак · d4 білий слон · e4 чорний пішак · f4 чорний король · g4 білий кінь · h4 білий пішак · f3 чорний пішак · g3 білий кінь · h3 чорний кінь · f2 білий пішак · a1 чорний слон · h1 чорна тура | a8 чорний слон · b8 чорна тура · e8 біла тура · a7 чорний ферзь · c7 чорний пішак · g7 білий ферзь · h7 білий король · h6 білий пішак · h5 білий пішак · d4 білий слон · e4 чорний пішак · f4 чорний король · g4 білий кінь · h4 білий пішак · f3 чорний пішак · g3 білий кінь · h3 чорний кінь · f2 білий пішак · a1 чорний слон · h1 чорна тура | a8 чорний слон · b8 чорна тура · e8 біла тура · a7 чорний ферзь · c7 чорний пішак · g7 білий ферзь · h7 білий король · h6 білий пішак · h5 білий пішак · d4 білий слон · e4 чорний пішак · f4 чорний король · g4 білий кінь · h4 білий пішак · f3 чорний пішак · g3 білий кінь · h3 чорний кінь · f2 білий пішак · a1 чорний слон · h1 чорна тура | a8 чорний слон · b8 чорна тура · e8 біла тура · a7 чорний ферзь · c7 чорний пішак · g7 білий ферзь · h7 білий король · h6 білий пішак · h5 білий пішак · d4 білий слон · e4 чорний пішак · f4 чорний король · g4 білий кінь · h4 білий пішак · f3 чорний пішак · g3 білий кінь · h3 чорний кінь · f2 білий пішак · a1 чорний слон · h1 чорна тура | a8 чорний слон · b8 чорна тура · e8 біла тура · a7 чорний ферзь · c7 чорний пішак · g7 білий ферзь · h7 білий король · h6 білий пішак · h5 білий пішак · d4 білий слон · e4 чорний пішак · f4 чорний король · g4 білий кінь · h4 білий пішак · f3 чорний пішак · g3 білий кінь · h3 чорний кінь · f2 білий пішак · a1 чорний слон · h1 чорна тура | a8 чорний слон · b8 чорна тура · e8 біла тура · a7 чорний ферзь · c7 чорний пішак · g7 білий ферзь · h7 білий король · h6 білий пішак · h5 білий пішак · d4 білий слон · e4 чорний пішак · f4 чорний король · g4 білий кінь · h4 білий пішак · f3 чорний пішак · g3 білий кінь · h3 чорний кінь · f2 білий пішак · a1 чорний слон · h1 чорна тура | 2 |
| 1 | a8 чорний слон · b8 чорна тура · e8 біла тура · a7 чорний ферзь · c7 чорний пішак · g7 білий ферзь · h7 білий король · h6 білий пішак · h5 білий пішак · d4 білий слон · e4 чорний пішак · f4 чорний король · g4 білий кінь · h4 білий пішак · f3 чорний пішак · g3 білий кінь · h3 чорний кінь · f2 білий пішак · a1 чорний слон · h1 чорна тура | a8 чорний слон · b8 чорна тура · e8 біла тура · a7 чорний ферзь · c7 чорний пішак · g7 білий ферзь · h7 білий король · h6 білий пішак · h5 білий пішак · d4 білий слон · e4 чорний пішак · f4 чорний король · g4 білий кінь · h4 білий пішак · f3 чорний пішак · g3 білий кінь · h3 чорний кінь · f2 білий пішак · a1 чорний слон · h1 чорна тура | a8 чорний слон · b8 чорна тура · e8 біла тура · a7 чорний ферзь · c7 чорний пішак · g7 білий ферзь · h7 білий король · h6 білий пішак · h5 білий пішак · d4 білий слон · e4 чорний пішак · f4 чорний король · g4 білий кінь · h4 білий пішак · f3 чорний пішак · g3 білий кінь · h3 чорний кінь · f2 білий пішак · a1 чорний слон · h1 чорна тура | a8 чорний слон · b8 чорна тура · e8 біла тура · a7 чорний ферзь · c7 чорний пішак · g7 білий ферзь · h7 білий король · h6 білий пішак · h5 білий пішак · d4 білий слон · e4 чорний пішак · f4 чорний король · g4 білий кінь · h4 білий пішак · f3 чорний пішак · g3 білий кінь · h3 чорний кінь · f2 білий пішак · a1 чорний слон · h1 чорна тура | a8 чорний слон · b8 чорна тура · e8 біла тура · a7 чорний ферзь · c7 чорний пішак · g7 білий ферзь · h7 білий король · h6 білий пішак · h5 білий пішак · d4 білий слон · e4 чорний пішак · f4 чорний король · g4 білий кінь · h4 білий пішак · f3 чорний пішак · g3 білий кінь · h3 чорний кінь · f2 білий пішак · a1 чорний слон · h1 чорна тура | a8 чорний слон · b8 чорна тура · e8 біла тура · a7 чорний ферзь · c7 чорний пішак · g7 білий ферзь · h7 білий король · h6 білий пішак · h5 білий пішак · d4 білий слон · e4 чорний пішак · f4 чорний король · g4 білий кінь · h4 білий пішак · f3 чорний пішак · g3 білий кінь · h3 чорний кінь · f2 білий пішак · a1 чорний слон · h1 чорна тура | a8 чорний слон · b8 чорна тура · e8 біла тура · a7 чорний ферзь · c7 чорний пішак · g7 білий ферзь · h7 білий король · h6 білий пішак · h5 білий пішак · d4 білий слон · e4 чорний пішак · f4 чорний король · g4 білий кінь · h4 білий пішак · f3 чорний пішак · g3 білий кінь · h3 чорний кінь · f2 білий пішак · a1 чорний слон · h1 чорна тура | a8 чорний слон · b8 чорна тура · e8 біла тура · a7 чорний ферзь · c7 чорний пішак · g7 білий ферзь · h7 білий король · h6 білий пішак · h5 білий пішак · d4 білий слон · e4 чорний пішак · f4 чорний король · g4 білий кінь · h4 білий пішак · f3 чорний пішак · g3 білий кінь · h3 чорний кінь · f2 білий пішак · a1 чорний слон · h1 чорна тура | 1 |
|   | a | b | c | d | e | f | g | h |   |

FEN: br2R3/q1p3QK/7P/7P/3BpkNP/5pNn/5P2/b6r
1. Se5? ~ 2. Qf8, Qf7, Qf6, Qg4#, 1. ... c6!
1. Se3? ~ 2. Qf8, Qf7, Qf6, Qg4, Qe5#, 1. ... c5!
1. Sf6! ~ 2. Qg4#
1. ... Sg5+ 2. Qxg5#
1. ... Sxf2 2. Qg5#
1. ... c6   2. Re4#
1. ... c5   2. Be3#